# David Paterson
David Alexander Paterson (New York, 20 mei 1954) is een Amerikaans politicus van de Democratische Partij. Hij was de gouverneur van New York van 2008 tot 2010.

## Loopbaan
Paterson was van 1985 tot 2007 senator van de staat New York. In 2006 werd hij door Eliot Spitzer gevraagd als running mate voor de gouverneursverkiezing. In de daaropvolgende verkiezing versloeg Eliot Spitzer de Republikeinse kandidaat John Faso. Paterson werd de 74e luitenant-gouverneur van New York. Op 17 maart 2008 trad Eliot Spitzer af als gouverneur nadat hij in opspraak kwam omdat hij prostituees bleek te hebben bezocht, Patterson volgde hem dezelfde dag op als de 55e gouverneur van New York. Paterson stelde zich kandidaat voor de gouverneursverkiezing van 2010, maar trok zich in de voorverkiezing terug.

## Persoonlijk
Paterson was van 1992 tot 2012 getrouwd met Michelle Paige Paterson. Samen hebben ze twee kinderen. Paterson is blind.
- Gemeinsame Normdatei: 1188890611
- Library of Congress Control Number: no2004113289
- SNAC: w6136hfg
- Virtual International Authority File: 63731012
- WorldCat: E39PBJk974VtPfqxGBDjmMk7HC